# Vardan Minaszján
Vardan Minaszján (örményül: Վարդան Մինասյան; Jereván, Szovjetunió, 1974. január 5. –) örmény labdarúgó-középpályás, edző. 2001-ben ő lett az év örmény labdarúgója.
Minaszján nagyban hozzájárult Örményország válogatottjának és hazai labdarúgásának fejlesztéséhez. A 2012-es Európa-bajnokság selejtezőjében rekordot jelentő 3. helyezést ért el Örményországgal, csapata 22 gólt szerzett. Minaszján volt az örmény válogatott eddigi leghosszabb ideig hivatalban lévő vezetőedzője és a válogatott korábbi menedzserei közül ő rendelkezik a legjobb mérleggel. 2013 októberében, a 2014-es világbajnokság selejtezőit követően lemondott, Örményország a FIFA-világranglista 38. helyén állt, ami a legmagasabb helyezés az örmény válogatott történetében.

## Pályafutása játékosként

### Klubcsapatokban
Vardan Minaszján korábban több csapat színeben is játszott az örmény bajnokságban. Legnagyobb sikereit a Pjunik Jerevan csapatában érte el. Minaszján külföldre igazolása előtt és visszatérése után is a Pjunik játékosa volt. Egy szezont játszott a svájci bajnokságban szereplő Lausanne Sportsban, amellyel megnyerte a svájci kupát, majd átigazolt a Lokomotyiv Szankt‑Petyerburghoz, amelynek színeiben közel két évig játszott.

### A válogatottban
Minaszján az örmény válogatott volt. A Peru elleni 1996. június 20-i idegenbeli barátságos mérkőzésen debütált, utána még tizenhárom válogatott mérkőzésen jutott szerephez.

## Pályafutása edzőként
Minaszjan 2004 augusztusában az örmény U21-es válogatott vezetőedzőjeként kezdte edzői pályafutását. 2005-ben lemondott, egy évvel később pedig segédedző lett a Pjunik Jerevánnál, annál a klubnál, amelynél futballistaként élete utolsó éveit töltötte. Az örmény labdarúgó-válogatottnál az angol Tom Jones mellett Ian Porterfield vezetőedző segédedzőjeként is dolgozott. Porterfield 2007 szeptemberében meghalt. Minaszján és Jones lett a megbízott vezetőedző. 2008 elején kinevezték az új vezetőedzőt, egy dán szakembert, Jan Poulsent, Minaszján pedig visszatért a segédedzői posztra. A következő év márciusában Poulsent a gyenge eredmények miatt menesztetté, és Minaszján akkor még ismét ideiglenesen vezetőedző lett. Minaszján Samvel Darbinyantól és Ian Porterfieldtől saját bevallása szerint sokat tanult.

## Sikerei, díjai

### Játékosként
Pyunik Yerevan
- Örmény bajnok: 1992, 1995–96, 1996–97, 2001, 2002, 2003
- Örmény kupagyőztes: 1995–96, 2002
- Örmény szuperkupa-győztes: 1997, 2002

 Lausanne Sports
- Svájci kupagyőztes: 1998

### Vezetőedzőként
Pyunik Yerevan
- Örmény bajnok: 2001, 2002, 2003
- Örmény kupagyőztes: 2002
- Örmény szuperkupa-győztes: 2002

 Ararat-Armenia
- Örmény bajnok: 2018–19, 2019–20
- Örmény szuperkupa-győztes: 2019

### Egyéni
- Az év örmény labdarúgója: 2001[5]
- Örményország legjobb futballedzője:  2009, 2010, 2011,[6] 2019

## Fordítás
- Ez a szócikk részben vagy egészben  a   Vardan Minasyan című angol Wikipédia-szócikk ezen változatának fordításán alapul.  Az eredeti cikk szerkesztőit annak laptörténete sorolja fel. Ez a jelzés csupán a megfogalmazás eredetét és a szerzői jogokat jelzi, nem szolgál a cikkben szereplő információk forrásmegjelöléseként.